# Amata egenaria
Amata egenaria är en fjärilsart som beskrevs av Walker 1862. Amata egenaria ingår i släktet Amata och familjen björnspinnare. Inga underarter finns listade i Catalogue of Life.